# Sparks (canción de t.A.T.u.)
«Sparks» es el segundo sencillo del tercer álbum de estudio de dúo ruso t.A.T.u, Waste Management. En la versión rusa, titulada "220", la canción fue lanzada como un “extra” para el primer sencillo “Beliy Plaschik”. La canción fue grabada en Los Ángeles. La autora del sencillo es Valerya Polienko. Es, sin duda, el sencillo más exitoso del álbum hasta el momento.

## Grabación
"Sparks" fue creada con la participación de Leonid Alexandrov, que estuvo trabajando en canciones para el álbum "Dangerous and Moving". La canción se grabó en el estudio Permanente Waves, (Los Ángeles). La canción es un dance-pop con elementos pista de baile electrónicos. "t.A.T.u" considera alegre a "Sparks", en comparación a la dramática versión rusa.

## Video
El video fue lanzado el 13 de abril de 2010 a través de MTV Brazil y en la cuenta oficial de t.A.T.u en Youtube, que consta del mismo video que "220", pero con las voces en inglés y algunas nuevas escenas. El video de Sparks se destaca frente al anterior sencillo del álbum por haber permanecido en el ranking MTV Brasil por aproximadamente dos meses, estando más de 30 días dentro del top 3, más de 40 días en top 5, y más de una oportunidad en Primer Lugar. Estas características convierten al track en un éxito en Brasil, estando muy cerca del récord de permanencia en el ranking.
El jueves 10 de junio de 2010, el video apareció por primera vez en la página de votación de MTV La, permitiendo votar por el video. El miércoles 16 de junio de ese mismo año fue la premier de Sparks en la programación de MTVLa, entrando al ranking del segmento "Los 10+ Pedidos" de la emisora el 28 de junio de 2010. Es importante aclarar que ha tenido una sorprendente y muy buena aceptación en el público argentino, ya que, al tercer día de entrar al ranking, Sparks se ubicaba en el top 3 de los videos más votados del momento, y el Primer Lugar del ranking al día siguiente. Cabe aclarar que el tema desapareció de la lista de la página web de MTV pocos días después de alcanzar el primer puesto, haciendo que el tema baje del podio drásticamente debido a que en la página no podía votarse por el sencillo; no obstante, esto no fue un condicionante a la hora de ver su éxito: logró remontar al primer puesto y permanecer en el top 10.